# Pleucadeuc
Pleucadeuc é uma comuna francesa na região administrativa da Bretanha, no departamento Morbihan. Estende-se por uma área de 34,4 km². Em 2010 a comuna tinha 1 846 habitantes (densidade: 53,7 hab./km²).